# Styx: Master of Shadows
Styx: Master of Shadows — відеогра в жанрі стелс розроблена Cyanide Studios для Microsoft Windows, PlayStation 4 та Xbox One. Гра є приквелом і другою відеогрою, події якої відбуваються у світі, створеною у 2012 році Of Orcs and Men.

## Ігровий процес
Styx: Master of Shadows це стелс-гра, де гравець повинен триматися в тіні, щоб вижити. Стікс володіє таємничими здібностями, які допомагають йому в його витівках, включаючи здатність ставати невидимим (також показана в Of Orcs and Men), і можливість використовувати гострий зір, щоб виявляти прихованих ворогів і місця. Його здатність клонувати себе за допомогою магії дає можливість порушити традиційну формулу стелс-ігор. Вона дає гравцеві клона для таких цілей, як розвідка без ризику і створення диверсії.
Охоронці, солдати та інші захисники Вежі будуть динамічно адаптувати свою поведінку залежно від дій гравця. Від гравця очікується, що він не буде висовуватися і заздалегідь підготує план дій: уважно вивчить патрулі охоронців, використає зони світла і тіні на свою користь, заманить ціль у відокремлене місце, щоб вбити її тихо, або влаштує «нещасний випадок», щоб залишитися непоміченим. Styx: Master of Shadows також включає рольову ігрову механіку, гравець отримує досвід, який може розблокувати нові навички, спеціальні рухи, нову і більш смертоносну зброю, все це розділено на шість гілок талантів.

## Сюжет
Дія відбувається до подій попередньої гри, Стікс проникає до Вежі Акенаша, масивної летючої фортеці, що утримується в повітрі за допомогою магії Світового Дерева, навколо якого була побудована фортеця. Стікс прагне дістатися до серця Світового Дерева і врятувати ув'язненого друга, який перебуває в іншій частині фортеці, але він не знає, чому хоче це зробити: він страждає від плутанини в спогадах і голосу в голові, який підштовхує його до цього. Коли він нарешті звільняє свого «друга», то виявляє, що це істота, ідентична йому самому. Істота, якою гравець керує з самого початку гри, насправді є клоном справжнього Стікса, якого весь цей час утримували в камері для допитів.
Оригінальний Стікс колись був вченим-орком, який прагнув вивчити Світове Дерево, і якимось чином був перетворений магічним бурштином дерева на маленьку істоту, якою він є зараз (перший гоблін). Протягом століть його мучать голоси ельфів, які сплять серед коріння Світового Дерева. Ельфи мають телепатичний розум вулика, і оскільки вони теж створіння з бурштину, Стікс чує їхню безперервну балаканину і не може позбутися її. Викрадення серця Світового Дерева змусить ельфів замовкнути назавжди та, можливо, дасть йому можливість знову стати орком.
Одним з дарів, які бурштин дав оригінальному Стіксу, була здатність породжувати своїх клонів. Зазвичай ці клони — тупі раби, але коли оригінальний Стікс проник в Акенаш, він створив клона з надзвичайно високим рівнем інтелекту, щоб той міг виконувати складніші завдання без контролю, наприклад, врятувати оригінального Стікса, якщо той потрапить у полон. Оригінальний Стікс досі вважає цього клона таким же одноразовим інструментом, як і всіх інших. Розлючений клон-Стікс присягається знищити оригінального Стікса і почати нове життя.
За допомогою ельфа клон-Стікс руйнує телепатичний контроль, який має над ним оригінальний Стікс, а потім переслідує його до серця Світового Дерева. Клон-Стікс знищує серце, а потім вчиняє самогубство, стрибнувши в басейн з бурштином біля основи дерева. Орди клонів Стікса (дурних і здичавілих) виринають з бурштину та інстинктивно розривають оригінального Стікса на шматки. Коли Світове Дерево гине, магія, що утримує Акенаш у повітрі, зникає, і вежа падає додолу. Здичавілі клони Стікса виходять з руїн і розбігаються по пустелі. Так зароджується раса гоблінів. Всі ці гобліни тупі, окрім одного, який має неушкоджений інтелект, але не пам'ятає нічого, окрім того, що його звуть Стікс. Невідомо, чи це оригінальний Стікс, чи клон, чи взагалі новий гоблін, але так чи інакше, цей гоблін тепер єдиний живий Стікс.

## Прийом
| Агрегатор  | Оцінка                              |
| ---------- | ----------------------------------- |
| Metacritic | PC: 71/100 PS4: 70/100 XONE: 69/100 |

| Видання                      | Оцінка |
| ---------------------------- | ------ |
| GameSpot                     | 5/10   |
| Hardcore Gamer               | 4.5/5  |
| IGN                          | 7.2/10 |
| Official Xbox Magazine (США) | 8/10   |

Styx: Master of Shadows отримав неоднозначні відгуки. Агрегатор Metacritic дав версії для Xbox One 69/100 на основі 8 відгуків, Microsoft Windows 71/100 на основі 31 відгуків та PlayStation 4 70/100 на основі 9 відгуків.

Бріттон Піл з GameSpot скаржився на те, що бій «відчувається жорстким і громіздким, що робить бій болючим незалежно від того, перемагаєш ти чи програєш.» Втім, деякі публікації хвалили систему за те, що вона позбавляє стимулів до конфліктів. Джефф Теу з Hardcore Gamer сказав, що Styx «робить повноцінні штурми майже неможливими та змушує вас спостерігати, думати й планувати, щоб просуватися вперед.» Вони продовжували говорити, що це чиста стелс-гра, Styx забезпечує «приємну напругу, з якою мало які ігри можуть зрівнятися», і похвалив її рівні за те, що вони мають «набагато більше глибини, ніж плоскі середовища, типові для жанру», зробивши висновок, що Styx — це «одна з найкращих ігор, яку може запропонувати жанр стелс.» Гізер Ньюман з VentureBeat сказав, що Styx «справді захоплює хардкорних фанатів стелсу за вигідною ціною», і порадив «бути готовим часто тікати та багато вмирати — з посмішкою на обличчі.»

## Сиквел
Продовження гри під назвою Styx: Shards of Darkness було анонсовано 14 жовтня 2015 року. Вона створена на Unreal Engine 4, і має більший бюджет, ніж оригінальний Master of Shadows. Гра вийшла у світ 14 березня 2017 року для Microsoft Windows, PlayStation 4, та Xbox One.